# Șoseaua Muncești
Șoseaua Muncești  (anterior a fost numită și Drumul Muncești) este cea mai lungă stradă din Chișinău. Se află în sectorul Botanica, și făce legătura între centrul orașului (zona Gării feroviare) și Aeroportul Internațional Chișinău. În mare parte este amplasată de-a lungul malului drept al râului Bâc, ajungând la extremitatea sudică a orașului. Până la construirea sectorului Botanica (anii 1970), a fost singurul drum de legătură dintre oraș și aerogară, ulterior paralel a fost construit Bulevardul Dacia (Păcii).